# Dino Tibaldi
Bernardo Tibaldi detto Dino (Pocapaglia, 1º aprile 1947) è un politico italiano.

## Biografia
Esponente del Partito dei Comunisti Italiani di cui è responsabile nazionale lavoro, alle elezioni politiche del 2006 viene eletto senatore della XV legislatura della Repubblica Italiana nella circoscrizione Piemonte per la lista Insieme con l'Unione.
Candidato alla Camera in Piemonte alle elezioni politiche del 2008 con La Sinistra l'Arcobaleno , non viene eletto a causa del mancato raggiungimento dello sbarramento da parte della lista.